# Cuia

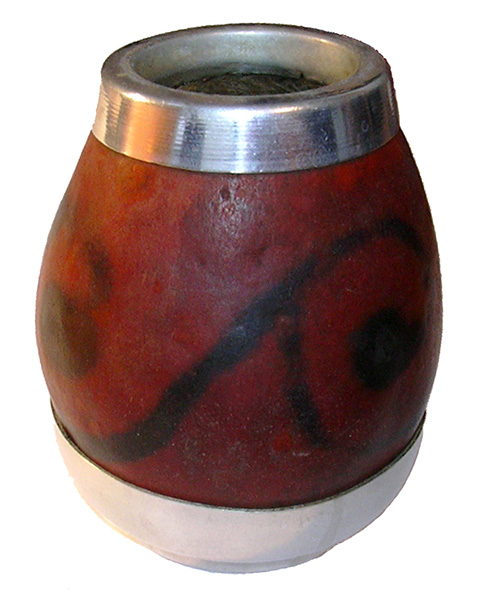
Na região sul do Brasil: utilizada para se tomar chimarrão

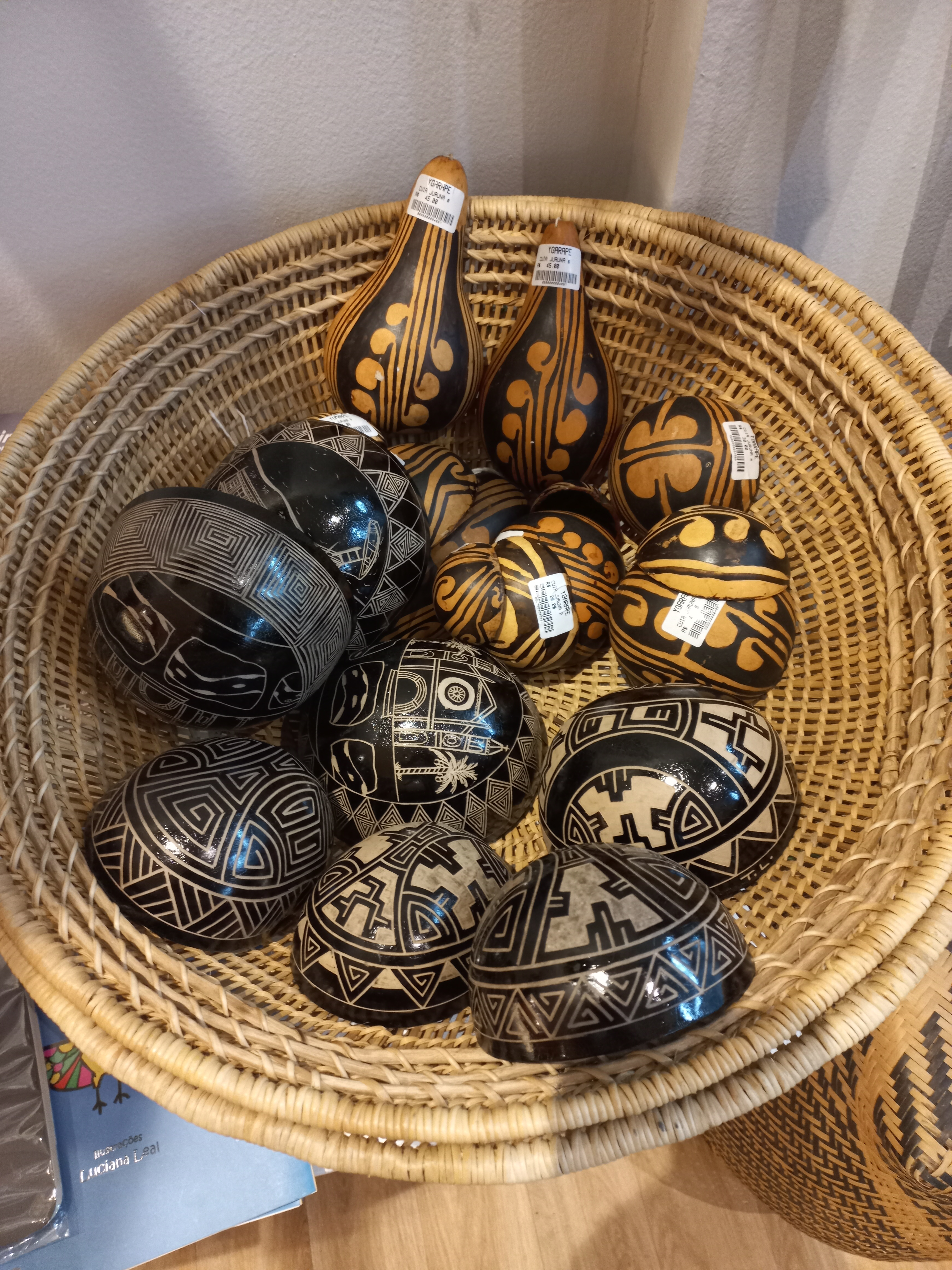
Na região norte do Brasil: utilizada para se tomar tacacá

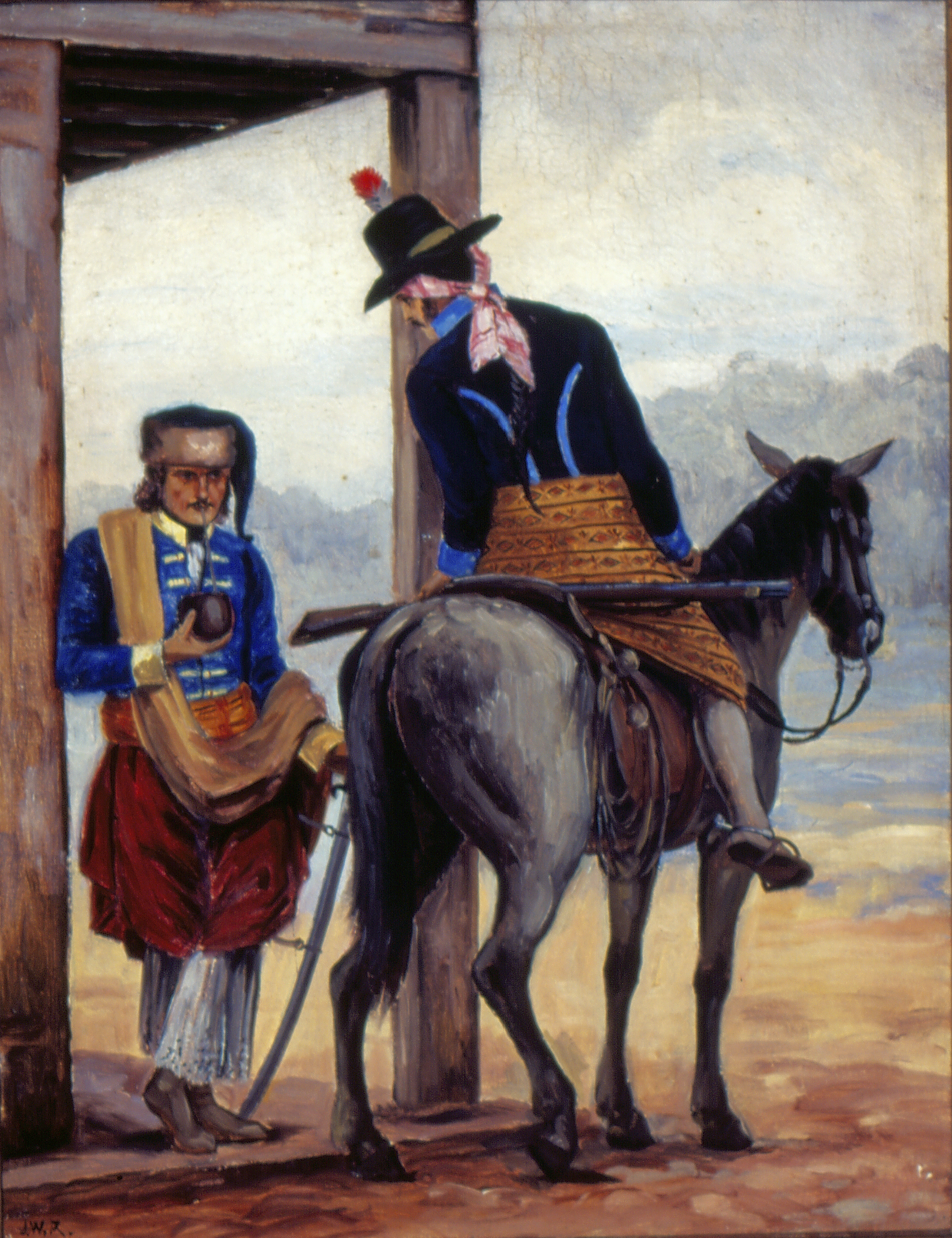
Um homem bebendo mate em uma cuia na pintura Soldado da Legião Paulista na Cisplatina e Gaúcho, de José Wasth Rodrigues

A cuia é o fruto da cuieira (Crescentia cujete e Lagenaria siceraria), bem como o vaso feito desse fruto maduro depois de esvaziado do miolo.

## Outros nomes e etimologia
Outros nomes incluem cabaça, cabaço, coité, cuieté, cuietê, cuité e cuitê. O termo "cuia" vem do termo tupi kuîa. "Coité", "cuieté", "cuietê", "cuité" e "cuitê" vem da expressão tupi kuîa + e'té, que significa "cuia verdadeira". "Cabaça" e "cabaço" vêm do árabe kara bassasa, "abóbora lustrosa".

## Usos no Brasil
É muito utilizada para se tomar chimarrão, tererê e tacacá. Assim como o porongo, a cuia torna-se um recipiente em que são colocados grãos, água etc. E, por analogia, também a cabaça passou a receber, quando feita em utensílio, o nome de cuia. A cuia pode também ser produzida a partir do porongo, que é cuidadosamente escolhido por sua forma, e pode ser ricamente lavrada e ornada em ouro, prata e outros metais.
No Nordeste do Brasil, a cuia é uma unidade de medida de secos, equivalente a 1/32 do alqueire (com cerca de 13 litros este último, equivalendo, portanto, a cerca de 400 mililitros). A cuia era muito utilizada no interior do e do nordeste brasileiro como vasilhame para se armazenar água e alimentos, como colher e como objeto de decoração.

Já na Região Norte do Brasil, a cuia é utilizada para se tomar tacacá, comida típica da Região. O Tacacá é feito tradicionalmente com tucupi, jambu, camarão seco e goma de tapioca, servido quente na cuia. Usa-se a cuia também como utensílio para consumo de outros alimentos como o açaí, chibé, mingau, etc.